# Atlantisch Woud
Het Atlantisch Woud (Portugees: Mata Atlântica) is een bioom dat voorkomt in de Braziliaanse kuststrook aan de Atlantische Oceaan en in delen van Argentinië en Paraguay. Het gebied heeft een buitengewoon grote biodiversiteit. Het wordt gekenmerkt door bomen van meer dan 30 meter hoog, met veel epifyten waaronder bromelia's en orchideeën. Met name in de 20e eeuw heeft er veel ontbossing plaatsgevonden, waardoor ongeveer 72% van het oorspronkelijke woud verloren is gegaan. Sinds 1999 is het erkend als Werelderfgoed.
Het Atlantisch Woud is aangeduid als een van de biodiversiteitshotspots, omdat het uitzonderlijk veel endemische planten heeft. Veel plant- en diersoorten worden met uitsterven bedreigd.

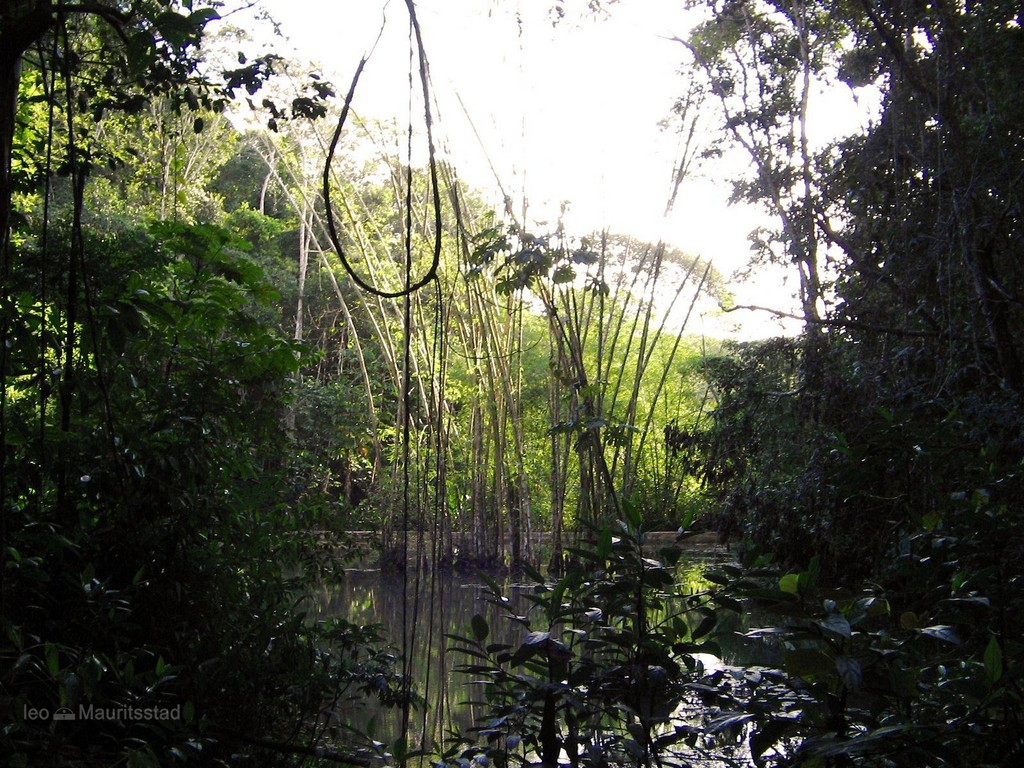
Ongerept Mata Atlântica in Pernambuco